# Doddakittadahalli, Hosadurga
Doddakittadahalli là một làng thuộc tehsil Hosadurga, huyện Chitradurga, bang Karnataka, Ấn Độ.